# Алмейда, Матиас Факундо
Матиас Факундо Алмейда Мартинес (исп. Matías Facundo Almeida Martínez; род. 13 марта 2005) — парагвайский футболист, нападающий клуба «Олимпия».

## Клубная карьера
Алмейда — воспитанник клуба «Олимпия». В 2022 году он был включён в заявку команды на сезон. В начале 2023 года Алмейда на правах аренды перешёл в «Спортиво Триниденсе». 26 февраля в матче против «Хенераль Кабальеро» он дебютировал в парагвайской Примере. Летом того же года Алмейда перешёл в «Такуари» на правах аренды. 18 июля в матче против столичного «Насьоналя» он дебютировал за новый клуб. 8 августа в поединке против «Спортиво Амелиано» Матиас забил свой первый гол за «Такуари».
После окончания аренды Алмейда вернулся в «Олимпию». В 2024 году в матче против своего бывшего клуба «Такуари» он дебютировал за основной состав. 